# Acetogénese
Acetogênese é um processo pelo qual acetil-CoA ou ácido acético é produzido por bactérias anaeróbias através da redução de CO2 via rota de Wood-Ljungdahl. Outros processos microbianos que produzem ácido acético (como certos tipos de fermentação ou a descarboxilação oxidativa de carboidratos ou etanol por bactérias acéticas) não são considerados acetogênese. As diversas bactérias capazes de acetogênese são coletivamente chamadas de acetogênicos.
A redução de CO2 a ácido acético via rota de Wood-Ljungdahl requer uma fonte de elétrons (por exemplo, H2, CO, formiato, etc.). Quando os acetogênicos são cultivados de forma autotrófica, eles sintetizam ácido acético apenas pela rota de Wood-Ljungdahl; mas quando são cultivados de forma heterotrófica, podem produzir ácido acético adicional pela oxidação da fonte de carbono (carboidratos, ácidos orgânicos ou álcoois). Uma vez produzido, o acetil-CoA pode ser incorporado à biomassa ou convertido em ácido acético.

## Descoberta
Em 1932, foram descobertos organismos capazes de converter gás hidrogênio e dióxido de carbono em ácido acético. A primeira espécie de bactéria acetogênica, Clostridium aceticum, foi descoberta em 1936 por Klaas Tammo Wieringa. Uma segunda espécie, Moorella thermoacetica, atraiu grande interesse devido à sua capacidade, relatada em 1942, de converter glicose em três moles de ácido acético, um processo chamado fermentação homoacetato.

## Bioquímica
O precursor do ácido acético é o tioéster acetil-CoA. Os aspectos-chave da via acetogênica são várias reações que incluem a redução de dióxido de carbono (CO2) a monóxido de carbono (CO) e a ligação do CO a um grupo metil (–CH3) e à coenzima A. O primeiro processo é catalisado por enzimas chamadas desidrogenase do monóxido de carbono. O acoplamento do grupo metil (fornecido pela metilcobalamina), do CO e da coenzima A é catalisado pela acetil-CoA sintase.
A reação global de redução do CO2 em ácido acético por H
2
 é a seguinte::
- 2 CO
2 + 4 H
2  →  CH
3COOH + 2 H
2O

ΔG° = −95 kJ/mol
A conversão de um mol de glicose em três mols de ácido acético também é uma reação termodinamicamente favorável:
- C
6H
12O
6 → 3 CH
3COOH

ΔG° = −310,9 kJ/mol
No entanto, o que importa para a célula é quanto ATP é gerado. Isso depende do substrato.

## Aplicações
O metabolismo único dos acetogênicos tem importância em usos biotecnológicos. Em fermentações de carboidratos, as reações de descarboxilação terminam na conversão de carbono orgânico em dióxido de carbono. Na produção de biocombustíveis, a necessidade de reduzir as emissões de CO2, bem como a necessidade de ser competitivo, significa que essa ineficiência talvez deva ser eliminada usando acetogênicos. A acetogênese não substitui a glicólise por uma via diferente, mas captura o CO2 da glicólise e o usa para produzir ácido acético. Embora três moléculas de ácido acético possam ser produzidas dessa forma, a produção de três moléculas de etanol exigiria um agente redutor adicional, como gás hidrogênio.